# Aeroporto Regional de Chippewa Valley
O Aeroporto Regional de Chippewa Valley (em inglês:  Chippewa Valley Regional Airport) (IATA: EAU, ICAO: KEAU) é um aeroporto público localizado a 6 km ao norte da cidade de Eau Claire no condado de Chippewa, Wisconsin, nos Estados Unidos. O aeroporto tem 445 hectares e duas pistas de pouso e decolagem. Uma linha aérea serve passageiros ao aeroporto.

## Linhas aéreas e destinos
| Companhias      | Destinos        |
| --------------- | --------------- |
| United Airlines | Wausau, Chicago |